# Motya
Motya, Mothia (ógörögül: Μοτυη) - Szicília északnyugati partjai közelében egy kis szigeten (St. Pantaleo) fekvő ókori város volt, melyet híd kötött össze Szicíliával. Mai olasz neve Mozia.

## Története
Thuküdidész leírása szerint a várost föníciaiak alapították az elymusok földén.
Alapítása valószínűleg a Kr. e. 8. századra tehető, körülbelül egy évszázaddal azutánra, hogy Tunéziában Karthágó megalapítása megtörtént. Eredetileg a föníciaiak gyarmata és valószínűleg elsősorban csak egy kereskedelmi állomás vagy emporium volt, de fokozatosan virágzó és fontos város lett. A föníciaiak átformálták a lagúnák által védett szigetet, amelyet Motyának neveztek el, valamint a magas védőfalakkal vették körül.
A szigeten az ókori szélmalmok és sókamrák a sólepárlás és finomítás céljából épültek. A közelmúltban a malmokat és a sókamrákat (Ettore Infersa néven) a tulajdonosok helyreállították.
A görögök a sziget nevét egy „Motya” (Mothia) nevű nőtől származtatják, akinek személye a héraklészi történetekhez kapcsolódik.
Ahogy a szicíliai görög telepek száma és fontossága nőtt, a föníciaiak fokozatosan elhagyták településeiket az újonnan érkezettek közvetlen szomszédságában, és három fő kolóniára (Soluntum, Panormus (a mai Palermo) és Motya) koncentráltak. Az utóbbi – a Karthágóhoz való közelségéből és az Észak-Afrikával való kommunikációhoz szükséges helyzetéből adódóan – a karhágóiak egyik fő erőssége, valamint a sziget egyik legfontosabb kereskedelmi városa lett. Úgy tűnik, mindkét szempontból ugyanazt a helyzetet képviselte, amelyet Lilybaeum (a mai Marsala) egy későbbi időpontban elért.
Annak ellenére, hogy korai jelentőségéről és a virágzó állapotról e beszámolók fennmaradtak,  Motya nevét ritkán említik a történelemben, csak az emlékezetes ostrom idején.
Kr. e. 397-ben Dionüszosz kerítette hatalmába a várost, de II. Himilco ismét visszafoglalta és lakosságát Lilybaeumba költöztette.